# 介入戦力作戦指揮司令部
介入戦力作戦指揮司令部（かいにゅうせんりょくさくせんしきしれいぶ、ドイツ語：Kommando Operative Führung Eingreifkräfte、略称：KdoOpFüEingrKr）は、戦力基盤軍に存在する軍団級指揮機関の一つ。2005年10月7日に設立され、バーデン＝ヴュルテンベルク州ウルムに所在している。
主に指揮命令に関する人事と資器材の準備、多国籍な陸上、航空および海洋戦力について、欧州連合の域外平和維持活動や人道支援任務に対処するために設立される。実際に介入戦力指揮司令部は国外任務を先導もしくはこれらに参加している。

## 歴史
介入戦力指揮司令部は2005年10月にウルムに所在した旧第2ドイツ＝アメリカ軍団の司令部要員を基に設立される。
2006年7月から戦力基盤軍の命令系統に属する。

## 背景
欧州連合の枠組内において世界的危機に対処するため政治・安全保障委員会（PSC）が設立され、加盟国軍の合計で最大60,000人の将兵を動員する。このうち、ドイツの分担は最大18,000人の将兵を提供し、さらにこれらの戦力の指揮運用を担当する。

## 任務
介入戦力指揮司令部の下で短時間の内に連邦軍は作戦実施のために人員と司令部用の資器材を準備する。

### 出動作戦司令部（OHQ）
出動作戦司令部（Einsatz als Operation Headquarters、OHQ）は、欧州連合の政治・安全保障委員会（PSC）の政治的運営の下におかれている。出動作戦司令部の主要任務は政治的悪条件を調節して軍の指揮命令を実現することにある。政治的悪条件の例としては外国での選挙保護活動がある。出動作戦司令部はこの政治的要求に応じるため軍全体の教義に解釈して、それらに必要な能力を整備している。例えば、コンゴ民主共和国における欧州連合部隊コンゴ民主共和国派遣（欧州連合部隊 DRコンゴ）の指揮はドイツ・ポツダムの司令部を経由して実行されていた。
2009年7月に出動作戦司令部は連邦軍出動指揮司令部からこの任務を引継いだ。この任務はポツダムのヘニング・フォン・トレスコウ兵舎の恒久施設で実行される。この処置により全球規模通信衛星リンク作戦センターなどの運用上必要な施設が利用出来るようになる。ウルムの司令部要員に加えて欧州連合加盟国の参謀連との協議も含まれ、指揮能力は強化される。出動作戦司令部の人的能力は任務の種類と範囲に依存する。

### 出動部隊司令部（FHQ）
出動部隊司令部（Einsatz als Force Headquarters、FHQ）の主な任務は、戦略的または軍事的な政治目的の具体的な指揮命令と計画を策定することにある。出動部隊司令部は最大で60,000人の将兵と部隊を指揮する。これらの部隊は、陸・海・空および特殊作戦部隊を任務に応じてモジュール式に構成し、最適化された単位部隊に編組して運用される。
出動部隊司令部は実行性のある指揮を実現するため、運用国またはその周辺域に展開して指揮活動を行なう。移動を前提としているため移動式指揮所を構成するテントやコンテナを保有している。
司令部は初期段階において警察機関や政府機関および非政府組織その他と結合し諸事項の調整も行なう。

## 内部組織
介入戦力作戦指揮司令部は連邦軍副総監兼戦力基盤軍総監の下にあり、部隊運用のため連邦軍出動指揮司令部と連携する。
司令官には陸・空および海軍中将が充てられる。司令部は約280人の将兵で構成され、8カ国の全軍から将兵が派遣されている。
- 法務顧問
- 統制官
- 報道官
- 先任衛生官
- 政治顧問（ドイツ外務省を通じて運用に組み込まれる）

幕僚長は司令部内の業務を調整する。この内、調整部（Koord）は幕僚長直属におかれる。
複雑な運用条件に基づいて司令部は二つの分野、すなわち作戦と支援ごとに構築されている。
作戦幕僚副長の指導の下で以下の作戦分野の部署が構成される。
- 軍事情報・地誌情報部（J2）
- 作戦指揮部（J3）
- 計画・開発部（J5）
- 教育・練習部（J7）
- 軍民協力部（J9）
- 工兵業務・装備防護・基盤設備部（JEngr）

支援幕僚副長の指導の下で以下の支援分野の部署が構成される。
- 人的資源部（J1）
- 後方支援部（J4）
- 情報通信部（J6）
- 会計運用部（J9）
- 衛生業務指導部（JMed）

司令部には直轄の部隊として、介入戦力作戦指揮司令部支援大隊を有している。

## 歴代司令官
| 代 | 氏名                                                               | 着任           | 離任           |
| -- | ------------------------------------------------------------------ | -------------- | -------------- |
| 1  | ヤン・オーリンク陸軍中将 de:Jan Oerding                            | 2005年10月7日  | 2008年12月10日 |
| 2  | ヴォルフ＝ディーター・ラングヘルト陸軍中将 de:Wolf-Dieter Langheld | 2008年12月10日 | 2010年9月30日  |
| 3  | マルクス・ベントラー陸軍中将 de:Markus Bentler                     | 2010年9月30日  |                |